# جوني واكا (فلم)
جوني واكا (بالإنجليزية: Joni Waka) هو فيلم غاني صدر عام 2015 من إخراج وكتابة فان فيكر.

## القصّة
يعود جوني واكا إلى قريته بعدما اكتشف شيئًا عن وطنه. كانت لديه خطة ما لكنّ تنفيذها كان مرهقًا بعض الشيء. على الجانبِ الآخر، تتعقّد الحياة العاطفيّة لجوني أكثر فأكثر حينما تعترفُ له زوجة صاحب الحانة التي يرتادها بحبها له وتتنمر على أي سيدة تقترب من جوني المحبوب والمعشوق من قِبل العديد من النساء في القرية.

## طاقم التمثيل
هذه قائمةٌ بأبرز الممثلين والممثلات الذين شاركوا في تصوير الفيلم:
- فان فيكر
- أجيا كو
- أدوا فيكر
- نيكوليتا ساموناس
- أليكس بوماي بيني
- سي كي أكونور